# Virgílio Maia
Virgílio Maia (Limoeiro do Norte, 7 de março de 1954) é advogado e escritor brasileiro.

## Biografia
Formado em direito pela Universidade Federal do Ceará, dedica-se à poesia e à etnografia. É ligado ao Movimento Armorial, seguindo as tradições nordestinas. É membro da Academia Cearense de Letras, onde chegou a ser vice-presidente.
Na área jurídica, se tornou mais conhecido por ter sido advogado da FEBEM (Fundação Estadual Bem Estar do Menor) no Ceará. Em 2013, teve seu nome escolhido pelo Conselho da OAB-CE para integrar a lista sêxtupla de advogados para o quinto constitucional do Tribunal de Justiça do Ceará. Em seguida, o Pleno do Tribunal de Justiça selecionou Virgílio Maia (32 votos) e outros dois advogados, Gina Pompeu (34 votos) e Paulo Albuquerque (32 votos), para a lista tríplice. Entretanto, o governador Cid Gomes optou pelo nome de Paulo Albuquerque para a vaga de Desembargador do Tribunal de Justiça.
É irmão dos juristas e poetas Napoleão Nunes Maia Filho, Luciano Maia e Ednardo Nunes Maia.

## Obras
Poesia
- Palimpsesto (1992)
- España: doce ciudades y uma aldeã (1993)
- Via-Sacra Sertaneja (1996)
- Inscrição mural (1996)
- Palimpsesto & Outros Sonetos (1997)
- Estandartes da Tribo de Israel (2001)
- Cartilha (2002)
- Timbre (2002)
- Recordel (2004)

Etnografia
- Álbum de Iniciação à Heráldica das Marcas de Gado (1992, revisto e ampliado em 2004).